# Обираловка (деревня)
Обира́ловка (Сергеевка) — деревня, вошедшая в состав рабочего посёлка Железнодорожный (c 2015 — в микрорайоне города Балашиха) Московской области и ставшая Сергеевской улицей. Топоним Обираловка был перенесён на первоначальное название железнодорожной станции и посёлка при нём — будущего города Железнодорожный.

## Название
В 1776 году деревня Александровка (Сергеевка) зафиксирована в метрических книгах Преображенской церкви, а с 1807 г. в них встречается новое наименование деревни — Абираево, а затем — Обираловка. С 1835 г. укореняется двойное название: «Сергиевка Обираловка тож».

## История
Упоминается в 1776 году в метрических книгах Преображенской церкви как деревня Александровка (Сергеевка).
Вышедший в 1852 году в Москве «Указатель селений и жителей уездов Московской губернии» К.Нистрема показывал, что в числе селений Богородского уезда есть деревня Обираловка. В 1862 году в «Списках населённых мест Российской империи» (том XXIV) указано, что во втором стане Богородского уезда находится при колодце владельческая деревня Сергиевка (Обираловка) — «селение исключительно владельческого характера с помещичьим домом и разными владельческими заведениями».
По отчётам Богородской управы за 1866 год, в деревне числится 10 дворов с 25 душами. В это время приходит железная дорога и возникает железнодорожная станция Обираловка. Она упоминается в романе Льва Толстого «Анна Каренина»: «Прикажете до Обираловки?» — спросил Пётр, её слуга. «Да», — сказала ему Каренина.
К 1916 году в Обираловском пристанционном посёлке насчитывалось примерно 200 домов, была казённая винная лавка и мелочная лавка Панова у станции.
17 января 1939 года посёлок Обираловка получил статус рабочего посёлка городского типа. 27 августа 1939 года Указом Верховного Совета РСФСР № 35 железнодорожная станция Обираловка была переименована в станцию Железнодорожную, а Обираловский посёлок — в посёлок Железнодорожный.

## Население
По справочнику Московской губернии за 1829 г., в деревне находилось 6 дворов с 23 крестьянскими душами.
«Указатель селений и жителей уездов Московской губернии» К.Нистрема (1852) показывал, что в деревне Обираловка 6 дворов, 22 души мужского пола, 35 — женского. В 1862 году в «Списках населённых мест Российской империи» (том XXIV) указано, что число дворов — 10; число жителей мужского пола − 25, женского — 34.